# Schachverein Berolina Mitte
Der Schachverein Berolina Mitte e.V. ist ein Schachverein aus dem Berliner Stadtteil Prenzlauer Berg. 1952 und 1954 war der Verein DDR-Vizemeister.

## Geschichte
Der Verein wurde am 1. April 1949 als Schachabteilung bei der BSG Eintracht 49 in Berlin gegründet. Er ging aus der Schachgruppe Prenzlauer Berg hervor, die zu den führenden Schachgruppen und -vereinen in Berlin und Deutschland zählte. Abteilungsleiter wurde der Leiter der Schachgruppe, Eugen Natzmer. Natzmer war selbst ein starker Spieler und Mitglied der 1. Mannschaft.
Nach 1950 erfolgte die Umbenennung der BSG in ZSG Empor Werner Seelenbinder. Bereits 1952 gab es die nächste Umbenennung in BSG Motor Mitte. Trägerbetrieb der BSG war das Büromaschinen- und Apparatewerk "Secura". In dieser Zeit errang die Abteilung ihre größten Erfolge im DDR-Schach. 1952 und 1954 wurde in der DDR-Mannschaftsmeisterschaft hinter der BSG Einheit Leipzig-Ost der zweite Platz belegt. 1955 wurde Motor Mitte noch einmal Dritter, danach begann der sportliche Abstieg. Viele Leistungsträger wie IM Berthold Koch, Nationalkader Dieter Brüntrup, Johannes Eising oder Horst Handel wurden zum SC Motor Berlin und anderen Leistungszentren der DDR delegiert.
Als 1957 die Umbenennung in BSG Motor Berolina erfolgte, spielte die Abteilung noch einige Jahre überregional, unter anderem in der 2. DDR-Liga, bevor für Jahrzehnte die Berliner Bezirksliga die höchste Spielklasse blieb.
Nach der Wende 1990 benannte sich die BSG, in der nur noch die Sektionen Schach und Kegeln verblieben waren, in Sportverein Berolina Mitte um. Nachdem sich die Kegelsektion aus dem Sportverein löste, wurde die Schachsektion einige Jahre später ebenso eigenständig. Seit dem 1. Mai 2005 ist der offizielle Name Schachverein Berolina Mitte e.V.

## Erfolge
1947 und 1948 wird die Schachgruppe Prenzlauer Berg Berliner Mannschaftsmeister. 1949 musste man der Schachgruppe Wedding den Vortritt lassen. Den größten Erfolg schaffte die inzwischen bei der BSG Werner Seelenbinder aufgenommene Schachgruppe 1952 und 1954, als sie in der Deutschen Mannschaftsmeisterschaft der DDR hinter Einheit Leipzig-Ost DDR-Vizemeister wird.

## Wichtige Spieler
- Peter Bares
- Alfred Barwich
- Roland Boewer
- Dieter Brüntrup
- Johannes Eising
- Martin Gebigke
- Thomas Hämmerlein
- Horst Handel
- Dieter Heinrich
- IM Laszlo Hetey
- Max Hopp
- Joachim Klemp
- IM Berthold Koch
- Heinz Musculus
- Eugen Natzmer
- Gerd Schönfeld
- Hans-Jürgen Stieg
- Wolfgang Vandré
- Andreas Volkmer
- Leonhard Westphal
- Peter Wünsche

## Abteilungsleiter und Vorsitzende
Erster Abteilungsleiter war 1949 Eugen Natzmer. Etwa 1955 folgte ihm Paul Traugur, einige Monate später Werner Windmüller. Windmüller war fast 60 Jahre lang im Amt. Er übergab den Vorsitz im Januar 2014 an Katja Sommaro und wurde von der Versammlung zum Ehrenvorsitzenden ernannt. Seit 2020 ist Wolfgang Vandré der Vorsitzende.

### Bundesverdienstkreuz für Werner Windmüller
Auf Initiative zweier Vereinsmitglieder wurde Werner Windmüller (* 26. November 1930) 2007 für das Bundesverdienstkreuz vorgeschlagen. Damit sollte sein jahrzehntelanges, ehrenamtliches Engagement als Vorsitzender für den Verein gewürdigt werden.
Am 10. Dezember 2007 erhielt Windmüller aus den Händen von Thomas Härtel, Staatssekretär für Sport im Berliner Senat, in einer kleinen Feierstunde das Bundesverdienstkreuz am Bande.

## Spiellokale
Von 1974 bis 1992 waren zu ebener Erde liegende Räume in der Wichertstraße 9 die Heimstatt des Vereins. Bis 2001 spielte Berolina dann zuerst in der Greifenhagener Straße, danach in der Dietrich-Bonhoeffer-Straße 11 – jeweils als Untermieter des Humanistischen Zentrums. 2001 folgte Berolina dem Angebot von Sven Horn, der in der Schönhauser Allee das Schachcafé "en passant" eröffnete. Zweiträume hat der Verein in der Seniorenfreizeitstätte Husemannstraße.

## Presse
Im Juni 2000 erschien in der Wochenendbeilage der Berliner Zeitung ein mehrseitiger Artikel "Weltflucht im Schach" über das Berliner Schachgeschehen allgemein und den Verein SV Berolina Mitte im Speziellen. Die Autorin Sieglinde Geisel hatte dazu ein Jahr vorher im Verein recherchiert. Im Artikel selbst wird der Name des Vereins nicht genannt und auch die Namen der interviewten Gesprächspartner wurden geändert.
Die Autorin bedankte sich nach der Veröffentlichung beim Verein mit einem kalten Buffet in den Klubräumen.